# Corral (Chile)
Koordinaten: 39° 52′ S, 73° 27′ W

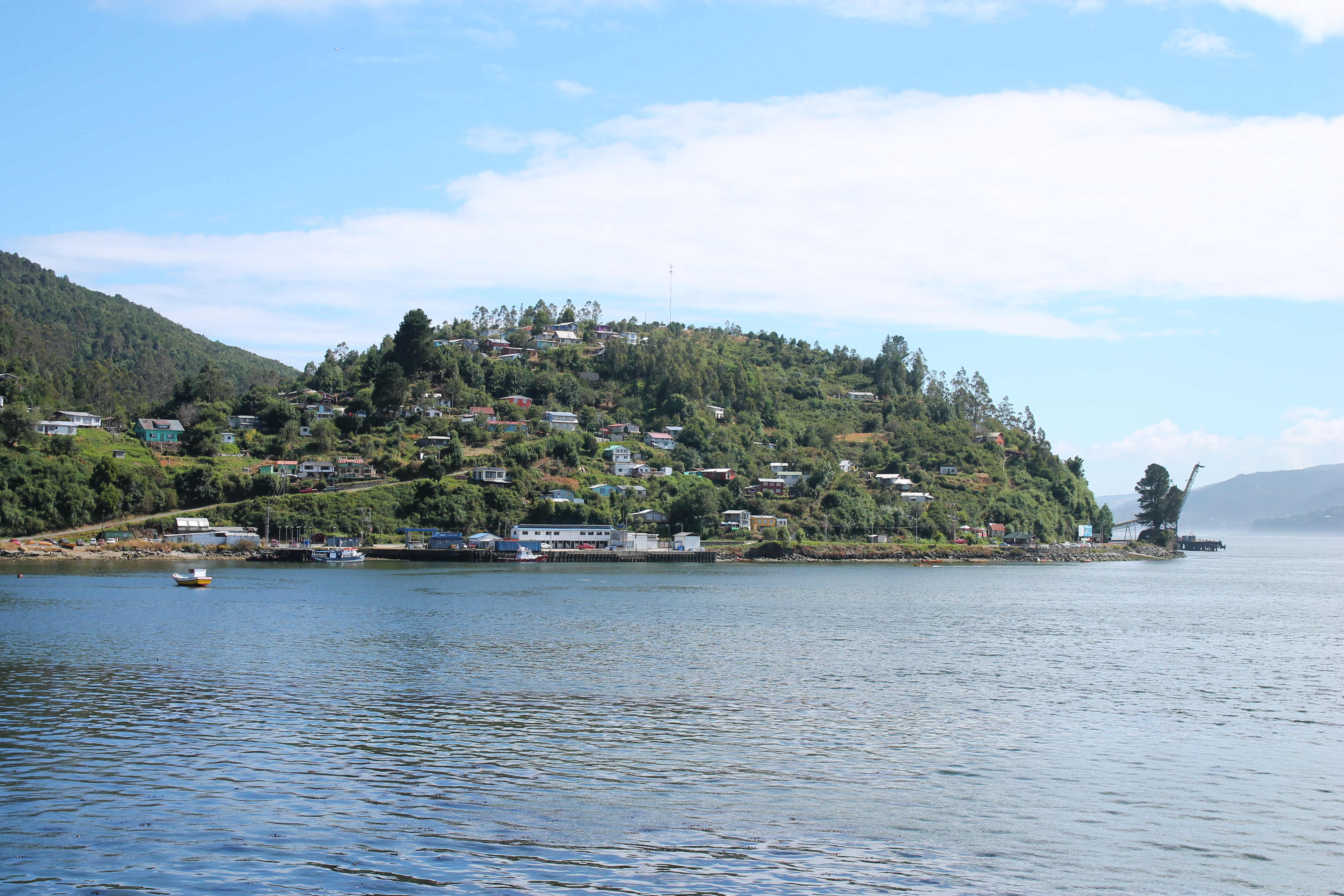
Panorama von Corral

Corral ist eine Stadt im Süden des südamerikanischen Anden-Staates Chile und liegt in der Región de los Ríos etwa 15 Kilometer westlich von Valdivia direkt am Pazifischen Ozean. Im Jahre 2005 hatte sie 5300 Einwohner.

## Geschichte

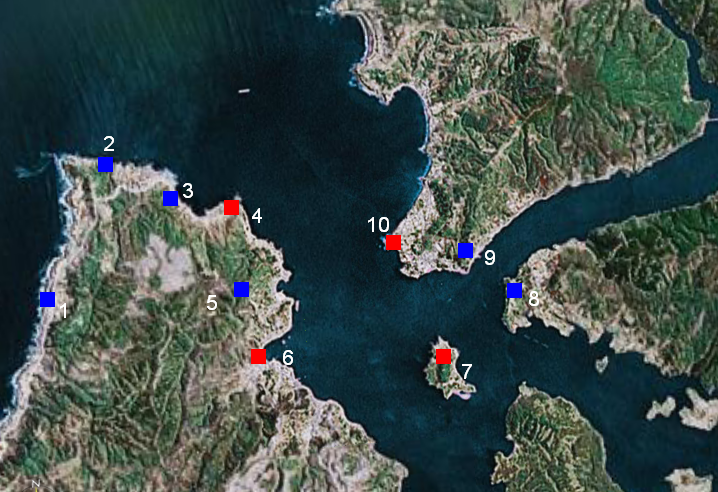
Corral mit Festungsanlagen.
1 Fuerte Aguada del Inglés
2 Fuerte de San Carlos
3 Batería del Barro
4 Castillo de San Luis de Alba de Amargos
5 Batería y Reducto de Chorocamayo
6 Castillo de San Sebastían de la Cruz (Corral)
7 Castillo de San Pedro de Alcántara (Isla Mancera)
8 Batería del Carbonero
9 Batería del Piojo
10 Castillo de Niebla (Niebla)

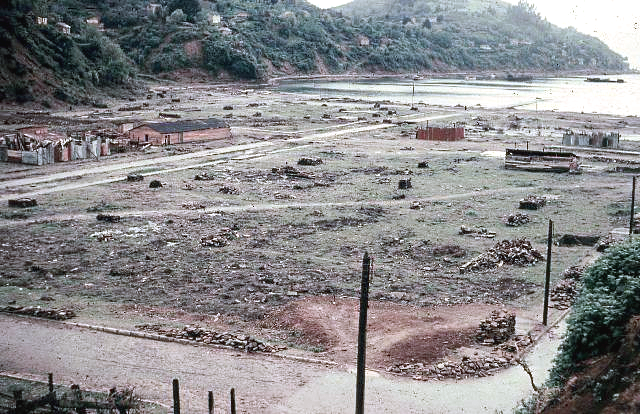
Zerstörtes Corral im Herbst 1960

Die Stadt wurde 1547 gegründet, damals noch unter dem Namen Santa María la Blanca de Valdivia. Die Umgebung von Corral wurde zu einer stark befestigten Bucht ausgebaut. Insgesamt bauten die Spanier 17 Forts um Corral und Valdivia. Die Gegend war häufigen Angriffen englischer Piraten ausgesetzt. Die wichtigen Festungen waren Castillo San Sebastían de Corral, Castillo de la Pura y Limpia Concepción de Manfort de Lemus (Fuerte Niebla) und Castillo San Pedro de Alcántara auf der Insel Mancera.
1820 eroberte Lord Cochrane die Festungen endgültig für Chile. Der Süden von Chile war nach der chilenischen Unabhängigkeit 1818 teilweise noch von Spanien besetzt.
Am 22. Mai 1960 wurde Corral vom bisher stärksten gemessenen Erdbeben der Welt, dem Großen Chile-Erdbeben getroffen. Es hatte eine Stärke von 9,5 auf der Richterskala. Corral wurde von einem großen Tsunami überflutet.

## Geografie
Corral liegt an der Mündung des Río Valdivia südlich von Valdivia und der Insel Mancera. Im Osten liegt die Kommune Los Lagos und im Süden die Kommune La Unión.

## Tourismus
Tourismus ist eine der Haupteinnahmequellen der Stadt. Hauptattraktion ist das Fort Castillo San Sebastían de Corral. Der Río Valdivia und die Küste mit ihren vielen kleinen Inseln sind weitere touristische Ziele. Die acht Hektar große Insel Huapi kann per Schiff besucht werden. 

## Persönlichkeiten
- Mario Ojeda (* 1934), Fußballspieler